# ASV Geel
ASV Geel – belgijski klub piłkarski z Regionu Flamandzkiego mający swą siedzibę w mieście Geel. Klub został założony w 2008 r. i jest wynikiem nieformalnego połączenia dwóch historycznie aktywnych klubów: KFC Verbroedering Geel oraz FC Verbroedering Meerhout. Po bankructwie w 2008 r. KFC Verbroedering Geel klub FC Verbroedering Meerhout przejął jego miejsce i stadion oraz zmienił nazwę na FC Verbroedering Geel-Meerhout. Od początku sezonu 2013/2014 zespół występuje pod nazwą Allemaal Samen Verbroedering Geel, w skrócie ASV Geel.
W sezonie 2015/2016 piłkarzem klubu był Djibril Diaw, reprezentant Senegalu i późniejszy zawodnik Korony Kielce.

## Zawodnicy

### Obecny skład
Stan na 21 maja 2019 r.
| Nr | Poz. | Piłkarz            |
| -- | ---- | ------------------ |
| 1  | BR   | Justin Dautzenberg |
| 2  | OB   | Nathan Nuyts       |
| 3  | OB   | Marko Vardić       |
| 4  | OB   | Lorenzo Matarrese  |
| 5  | OB   | Simon Van Geet     |
| 6  | PO   | Ibrahim El Ansri   |
| 7  | OB   | Jens Verbeek       |
| 8  | PO   | Robin Peeters      |
| 9  | NA   | Holly Tshimanga    |
| 10 | NA   | Seong-heon Baik    |
| 11 | PO   | Said Thijskens     |
| 12 | PO   | Tom Janssens       |

| Nr | Poz. | Piłkarz                  |
| -- | ---- | ------------------------ |
| 14 | NA   | Panagiotis Nakhid        |
| 15 | NA   | Rudy Lumanza             |
| 16 | PO   | Jean-Michel Hoebregs ()  |
| 17 | OB   | Jeroen Vanderheiden      |
| 18 | NA   | Fadel Gobitaka           |
| 19 | PO   | Matisse Thuys            |
| 20 | NA   | Bernardinho Osah         |
| 21 | OB   | Dennis Seyen             |
| 23 | PO   | Faysel Kasmi             |
| 25 | BR   | Pieter Caubergh          |
| 32 | BR   | Jesse Bertrams           |
| 90 | NA   | Christophe Martin-Suarez |

## Sztab szkoleniowy
Stan na 21 maja 2019 r.
| Imię i nazwisko                                 | Funkcja          |
| ----------------------------------------------- | ---------------- |
| Bart Janssens                                   | Trener           |
| Manuel Guijo Fernandez                          | Asystent trenera |
| Peter Emmers                                    | Trener bramkarzy |
| Davy Dierckx                                    | Doradca          |
| Wout Kemps                                      | Doradca          |
| Źródło: Sztab szkoleniowy ASV Geel z asvgeel.be |                  |